# Биљана
Биљана је женско српско, бугарско и македонско име (на бугарском се пише „Биляна“, а на македонском се пише „Билјана“), које највероватније води порекло од речи „биљка“.

## Распрострањеност
Ово име је често у Македонији и 2006. године је било на другом месту по популарности у тој земљи. Позната је народна песма „Биљана платно белеше“. Такође, распрострањено је и у Србији и Хрватској, па је отуда прихваћено и у Словенији. У тој земљи је ово име 2007. било на 244. месту по популарности. У Хрватској је ово било популарно име, највише у току седамдесетих година 20. века и то у Загребу, Осијеку и Ријеци.